# Zond 4
Zond 4 (Зонд 4) byla bezpilotní kosmická loď SSSR vyslaná k Měsíci roku 1968, čtvrtá oficiální z programu Zond. Byla katalogizovaná v COSPAR jako 1968-013A. Označení Zond bylo zástěrkou pro verzi upraveného Sojuzu, určenou pro let kosmonautů SSSR na Měsíc. Let se zdařil částečně.

## Průběh letu
Po startu z kosmodromu Bajkonur 2. března 1968 za pomoci rakety Proton K/D se dostala na parkovací dráhu Země, odtud pak na eliptickou dráhu zabíhající kolem Měsíce. Při návratu 9. března 1968 po prvním obletu zanikla v atmosféře Země. Vstup do atmosféry byl pozorovatelný nad USA. Druhý vstup (po manévru "skip reentry") do atmosféry končil nad Guinejským zálivem a tam byla loď ve výši kolem 10 km na povel řízení letu zničena autodestrukcí náloží. Sověti nechtěli dopustit, že by se jejich loď dostala do cizích rukou.

## Konstrukce
Loď vyprojektovalo středisko Koroljova. Byl to nový typ kosmické lodě (bezpilotní verze Sojuzu - Sojuz 7K-L1), výrobní číslo 6L, zcela odlišný od předchozích průzkumných sond Zond 1-3. Hmotnost lodě byla 5375 kg.